# Сибата Кацуиэ
Сибата Кацуиэ (яп. 柴田 勝家 Сибата Кацуиэ, 1522 — 14 июня 1583) — самурайский полководец средневековой Японии периода Сэнгоку. Полное имя — Сибата Сюриносукэ Гонроку Кацуиэ. Он был вассалом и одним из наиболее значительных генералов Оды Нобунаги. Прозвища «Сибата-чёрт» (яп. 鬼柴田) и «Сибата-штурмовик» (яп. かかれ柴田) получил за удачу и отвагу на поле боя.

## Биография
Сибата Кацуиэ родился в 1522 году в уезде Айти провинции Овари. Сначала он служил военным главам провинции, происходившим из рода Сиба, а впоследствии стал вассалом Оды Нобухидэ. После смерти сюзерена Кацуиэ перешёл на службу к его сыну Оде Нобуюки и поддержал его в борьбе против старшего брата — Оды Нобунаги. В 1556 году Нобунага разбил войска Нобуюки, и Кацуиэ перешёл на сторону победителя. С того времени он принимал участие практически во всех военных кампаниях Нобунаги.
В июне 1570 года Кацуиэ в провинции Оми оборонял замок Тёкодзи, который осадила большая армия Роккаку Дзётэя. Противник перекрыл водопровод замка, надеясь взять его защитников измором. Кацуиэ разбил оставшиеся кувшины с запасами питьевой воды, вывел за стены замковый гарнизон и разбил осаждающих. За этот подвиг солдаты дали ему прозвище «Разбиватель кувшинов».
В октябре 1575 года Нобунага назначил Кацуиэ главой недавно завоёванной провинции Этидзэн. Он имел резиденцию в замке Китаносё и отвечал за покорение региона Хокурику. На помощь Кацуиэ были отправлены части других генералов Оды, Маэды Тосииэ и Сассы Наримасы. Несмотря на поражение от войск Уэсуги Кэнсина в битве при Тэдоригаве, состоявшейся в 1577 году, Кацуиэ расширил свои владения за счёт завоевания соседних провинций Кага, Ното и Эттю.
Во время гибели Нобунаги в храме Хонно-дзи в 1582 году Кацуиэ вёл кампанию против Уэсуги и держал в осаде вражеский замок Уоцу. По этой причине он не мог выступить в поход на Киото и отомстить заговорщику Акэти Мицухидэ, виновному в гибели сюзерена.
После смерти Нобунаги Кацуиэ вступил в борьбу за его политическое наследство. На совете старейшин рода Ода он предложил объявить новым главой своего воспитанника, третьего сына Нобунаги — Оду Нобутаку. В противоположность этому другой вассал Нобунаги Тоётоми Хидэёси выдвинул кандидатуру внука покойного сюзерена — трёхлетнего Самбоси. Старейшины поддержали последнего и установили систему регентов, лишив оппонентов права влиять на процесс принятия решений. В ответ недовольный Кацуиэ женился на Оити, сестре покойного Нобунаги, дабы засвидетельствовать своё главенство в роде Ода.
В 1583 году Кацуиэ объявил войну Тоётоми Хидэёси, предварительно заключив союз со своим кандидатом Нобутакой и бывшим генералом Нобунаги Такигавой Кадзумасу. Хидэёси быстро нейтрализовал этих союзников, захватив их резиденции. Решающая битва состоялась в горной местности Сидзугатакэ в провинции Оми, где силы Кацуиэ потерпели сокрушительное поражение. Армии противника вскоре осадили его цитадель Китаносё. 14 июня 1583 года Кацуиэ и его жена совершили ритуальное самоубийство сэппуку.